# Ana Peláez Narváez
Ana Peláez Narváez (Zafra, 4 de octubre de 1966) es una experta española en discapacidad, miembro del comité de Naciones Unidas que vela por el cumplimiento de la Convención sobre los Derechos de las Personas con Discapacidad y primera mujer con discapacidad en el comité de Naciones Unidas contra la discriminación de las mujeres. Desde el 7 de febrero de 2023 preside el Comité de la ONU para la Eliminación de la Discriminación contra la Mujer.

## Estudios
Ciega de nacimiento, realizó sus primeros estudios en el colegio de la ONCE de Sevilla y luego la educación secundaria en un centro de enseñanza ordinario. También estudió en el Liceo Saint Ubert de Bruselas. Se licenció simultáneamente en Ciencias de la Educación y en Psicología por la Universidad de Sevilla en 1992. Después, realizó el Máster de Postgrado en Necesidades Especiales de las Personas con Discapacidad y cursos de doctorado  en la Universidad de Salamanca.

## Trayectoria
Entre 2000 y 2007, fue consejera general de la ONCE. En 2003 se convierte en vicepresidenta ejecutiva de la Fundación ONCE para América Latina (FOAL) y directora de Relaciones Internacionales de la ONCE desde 2007, representando a la organización ante la Unión Europea de Ciegos (EBU), Unión Latinoamericana de Ciegos (ULAC), Unión Mundial de Ciegos (WBU), y en el Consejo Internacional Para la Educación de Personas Ciegas (ICEVI), entre otras instituciones. 
Fue presidenta de la Comisión de la Mujer del CERMI desde 2004 a 2014. Actualmente, es su Comisionada para los Asuntos de Género. En ese rol, ha realizado diferentes comparecencias ante el Congreso de los Diputados, el Senado de España y el Parlamento Europeo.
Representa al CERMI en el Consejo del Real Patronato sobre Discapacidad, donde es vocal como experta en mujer y discapacidad. También participa en el Consejo de Participación de la Mujer y en el Observatorio Estatal de Violencia sobre la Mujer, órganos dependientes del Ministerio de Sanidad, Servicios Sociales e Igualdad de España.
En el Foro Europeo de la Discapacidad (EDF) es miembro de su Comité Ejecutivo y su Junta Directiva, siendo también responsable en asuntos de género y presidiendo su Comité de Mujeres, del que forma parte desde 2001. En 2017 fue elegida vicepresidenta del EDF.
Desde junio de 2010 representa al Foro Europeo de la Discapacidad en la plataforma del Lobby Europeo de Mujeres (E"L). Además, fue elegida por la Asamblea del Lobby para formar parte de su Junta Directiva. Desde esta posición, representa al EWL en el Grupo de Alto Nivel de la Discapacidad de la Comisión Europea.

### Papel en Naciones Unidas
Peláez participó como delegada por el Gobierno de España en la fase final de los trabajos preparatorios de la Convención de la Organización de Naciones Unidas sobre los Derechos de las Personas con Discapacidad. En ese rol, fue testigo ante la firma de España en la Ceremonia de Firmas el 30 de marzo de 2007. También presenció el depósito oficial de la ratificación de la Convención y del Protocolo Opcional el 3 de diciembre de 2007)
Por su labor en esta materia, fue galardonada con la condecoración de la Orden de Isabel la Católica, otorgada por Juan Carlos I, el rey de España en ese momento.
El 3 de noviembre de 2008 fue elegida por la Conferencia de los Estados Partes de la ONU como una de los doce expertas del Comité Internacional para el Seguimiento de la Convención sobre los Derechos de las Personas Con Discapacidad, siendo designada Primera Vicepresidenta en su primer mandato. En la 5ª Conferencia de Estados Partes, celebrada en 2012, fue reelegida al Comité para el periodo 2013-2016.
Durante el 7º periodo de sesiones del Comité de la Convención, Ana Peláez fue nombrada punto focal para los asuntos de las mujeres y niñas con discapacidad. En el 9º periodo de sesiones se le encomienda, además, la presidencia de un grupo de trabajo para la elaboración de un comentario general sobre esta cuestión, consolidándose así su posición de referente en Naciones Unidas para los asuntos de género y discapacidad.
En enero de 2018, el Ministerio de Asuntos Exteriores y de Cooperación presenta a Ana Peláez como candidata al Comité para la Eliminación de todas las Formas de Discriminación contra la Mujer (CEDAW) de Naciones Unidas. Diversas organizaciones apuntan a que su candidatura es una oportunidad para que las mujeres con discapacidad puedan esta representadas en el seno de este órgano de Naciones Unidas. En junio de 2018, Peláez es elegida miembro del CEDAW. Es la primera mujer con discapacidad representante de este organismo internacional.
El 7 de febrero de 2023 asumió la presidencia del Comité de la ONU para la Eliminación de la Discriminación contra la Mujer.